# 다운타운 스페셜: 쿠니오군의 시대극이다 전원집합!
《다운타운 스페셜: 쿠니오군의 시대극이다 전원집합!》(ダウンタウンスペシャル くにおくんの時代劇だよ全員集合)은 테크노스 저팬이 제작한 패밀리 컴퓨터용 진행형 격투 게임이다. 1989년에 출시됐던 《다운타운 열혈 이야기》의 후속작으로, 1991년 7월 26일 일본에서만 발매됐다. 《열혈 이야기》와 마찬가지로 요시다 미츠히로가 기획한 작품이다.
게임 무대를 현대 도시에서 중세 일본으로 옮겼는데, 《쿠니오군》 시리즈의 등장인물들이 시대극을 연기한다는 것이 특징이다. 게임플레이 면에서는 전작과 같이 기본적으로 진행형 격투 액션이지만, 적들을 쓰러뜨리면서 점차 능력치를 강화하는 액션 RPG 요소가 있다.
1993년 12월 22일에 게임보이로 이식판이 발매됐다. 이후 버추얼 콘솔같은 디지털 플랫폼에 재발매됐다.